# Heerlijkheid Eglofs
Eglofs, ook Meglofs of Megletz was een tot de Zwabische Kreits behorende heerlijkheid binnen het Heilige Roomse Rijk. Eglofs is nu een plaatsje in de Baden-Württembergse gemeente Argenbühl.
In 1243 verkocht graaf Hartmann van Württemberg-Grüningen het graafschap Eglofs aan keizer Frederik II. Daarbij werden voor het eerst de vrije boeren vermeld. De boeren waren vrij van horigheid en lijfeigenschap. In 1243 werden zij rijksvrij en in 1282 kregen zij de stedelijke rechten van Lindau, zonder dat Eglofs een stad werd. De vrijen kozen zelf hun ambtman en schout. De bijzondere positie van de vrijen ging mogelijk terug op de aanleg van een Frankische militaire nederzetting.
Door verpanding in 1318 ging de reichsunmittelbarkeit verloren, maar de persoonlijke vrijheid bleef bestaan. Ten gevolge van de verpandingen werd de omvang van het gebied kleiner. In 1582 loste keizer Rudolf II het pand in. Het rijksgraafschap Eglofs werd in 1661 verkocht aan de graaf van Abensberg-Traun, die daardoor in 1662 werd opgenomen in het college van graven in Zwaben van de Rijksdag en in de kreitsdag.
In 1804 werd Eglofs verkocht aan de vorst van Windisch-Graetz. Op 24 mei 1804 worden de heerlijkheden Eglofs en Siggen tot rijksvorstendom verheven onder de naam Windischgrätz.
Artikel 24 van de Rijnbondakte van 12 juli 1806 stelt het graafschap Eglofs onder de soevereiniteit van het koninkrijk Württemberg, de mediatisering.